# کاتارزینا ماکسیمیک
کاتارزینا ماکسیمیک (به انگلیسی: Katarzyna Maksymiuk) مورخ و استاد دانشگاه اهل لهستان است. او در ۱۲ اکتبر ۱۹۹۹ از تز دکترای خود با عنوان سیاست ساسانیان در قبال استانهای شرقی امپراتوری روم در قرن سوم دفاع کرد و در ۱۹ نوامبر ۲۰۱۳ مدرک توانبخشی خود را گرفت. او به عنوان استادیار در مؤسسه تاریخ در دانشکده علوم انسانی دانشگاه علوم طبیعی و علوم انسانی در شدلتسه در لهستان استخدام شد. او نویسنده جغرافیای جنگ‌های روم و ایران: عملیات نظامی روم و ایران ساسانی (شدلتسه، ۲۰۱۵) و یکی از ویراستاران تاج، کلاه، عمامه و کلاه: سر در تاریخ ایران، جلد. اول: دوره قبل از اسلام (شدلتسه-تهران ۲۰۱۷). او عضو انجمن مطالعه جوامع ایرانی، انجمن بیزانس اتریش، و انجمن بیزانسی قبرس است.

## آثار
او در مقاله قانون ازدواج و طلاق در ایران پیش از اسلام وضعیت حقوقی زن ساسانی (۲۲۴–۶۵۱ میلادی) می‌نویسد: برای بیش از ۴۰۰ سال، ایران ساسانی بزرگ‌ترین کشور در آسیا بود. دین زرتشتی مورد حمایت شاهنشاهان تأثیر زیادی بر اصول حقوقی دولت داشت. در متون فارسی میانه زرتشتی، اصطلاح خویدوده به پیوندهای زناشویی اعضای خانواده هسته ای، مادر و پسر، پدر و دختر، برادر و خواهر (ازدواج خویشاوندی یا نزدیک) گفته می شودو یکی از پرهیزگارترین و تقوای در اعمال ممکن بود. تأیید این تعریف را می‌توان در کتاب سوم دینکرد (به‌طور خلاصه، «اعمال دین») یافت: «آن رابطه (به خاطر) فرزندانی که سزاوار بیشتر تفکر است، به ویژه بر سه نوع است: از این میان، رابطه پدر و دختر، دوم پسر و مادر، و سوم برادر و خواهر است (دینکرد، کتاب ۳: ۸۰)».
به نظر می‌رسد که زنای با محارم با خانواده هسته‌ای عملی نبوده است که توسط کل جامعه اعمال می‌شود، بلکه محدود به خانواده‌های سلطنتی و اصیل است، به اصطلاح «محارم سلسله‌ای» بوده است. با این حال، بررسی متون حقوقی ساسانی، به عنوان مثال. مادگان هزار دادستان (به‌طور خلاصه، «هزار قضاوت»)، نوشته ماریا ماتسوخ، تأیید می‌کند که ازدواج بین پدر و دختر یا بین برادر و خواهر بر اساس استثناء صورت نمی‌گرفته است. به نظر می‌رسد که با وجود منابع معتبر در رابطه با ازدواج‌های محارم در ایران پیش از اسلام، این موضوع به‌طور گسترده مورد مناقشه قرار گرفته است. جوآن ام. بیگوود در مقاله ازدواج با محارم در ایران هخامنشی: اسطوره‌ها و واقعیت‌ها در سال ۲۰۰۹ و والتر شیدل در مقاله ازدواج خواهر و برادر و والد و فرزند خارج از خانواده‌های سلطنتی در مصر باستان و ایران: چالشی برای دیدگاه اجتماعی زیست شناختی اجتناب از محارم؟  در سال ۱۹۹۶ مخالف رایج بودن چنین ازدواج‌هایی هستند. برخلاف آنها ماتسو می‌نویسد: در واقع، توصیف پیوندهای محارم و محاسن آن، در ادبیات پهلوی به قدری دقیق است که نمی‌توان شواهدی را نادیده گرفت که به جامعه‌ای اشاره می‌کند که نه تنها محارم را مجاز نمی‌دانست، بلکه حتی آن را در هر سه شکل به عنوان بهترین اتحاد ممکن بین دو جنس تشویق می‌کرد.